# El Mono
El Mono är en ort i Mexiko.   Den ligger i kommunen Coyuca de Catalán och delstaten Guerrero, i den södra delen av landet, 260 km sydväst om huvudstaden Mexico City. El Mono ligger 880 meter över havet och antalet invånare är 109.
Terrängen runt El Mono är varierad. El Mono ligger nere i en dal. Runt El Mono är det glesbefolkat, med 8 invånare per kvadratkilometer. Närmaste större samhälle är San Rafael, 19,2 km norr om El Mono. I omgivningarna runt El Mono växer huvudsakligen savannskog.